# 真船一雄
真船 一雄（1964年8月24日—），日本漫畫家。神奈川縣南足柄市出身。O型。作品主要為醫療漫畫。代表作《無敵怪醫》系列。

## 作品
- 原名
- 原名、全4冊
- 《無敵怪醫》系列
  1. 無敵怪醫、全44冊、原名（醫療漫畫）
  2. 新無敵怪醫、全10冊、原名（醫療漫畫）
  3. 無敵怪醫K2、50冊待續、原名（醫療漫畫）
- 無敵怪投、全4冊、原名《雷神～RISING～（日语：雷神～RISING～）》（棒球漫畫）
- 風之柔道士、全2冊、原名（柔道漫畫）
- 《超人力霸王》系列
  - 超人力霸王STORY 0、原名《ウルトラマンSTORY 0（日语：ウルトラマンSTORY 0）》